# Lutterworth
Lutterworth is een civil parish in het bestuurlijke gebied Harborough, in het Engelse graafschap Leicestershire, zo'n 25 km ten zuiden van Leicester. De plaats telt 9353 inwoners (2011 UK census).

## Geschiedenis
The naam Lutterworth is waarschijnlijk afgeleid van het Oud-Noorse "Lutter's Vordig", wat Luther's boerderij betekent.
Lutterworth stond al vermeld in het Domesday Book uit 1086. Het dorp kreeg in 1214 marktrechten toegekend door koning John van Engeland (in het Nederlands Jan zonder Land), en tot op de dag van vandaag is er elke donderdag een markt.
In de 14e eeuw (tussen 1374 en 1384) was de christelijke hervormer John Wycliffe rector in de parochiekerk van Saint Mary in Lutterworth. Volgens de overlevering heeft Wycliffe hier de eerste vertaling van de Bijbel uit het Latijn in het Engels gemaakt.
Ten tijde van de postkoets was Lutterworth een belangrijke halteplaats op weg van Leicester naar Oxford en Londen. Dat is ook zichtbaar uit de diverse herbergen in het dorp. Er staan bovendien enkele historische half-houten gebouwen, waarvan sommige zelfs teruggaan tot de 16e eeuw.
Frank Whittle, de uitvinder van de straalmotor, ontwikkelde sommige van de eerste straalmotoren in de British Thomson-Houston werkplaats naast de RAF Cramwell luchtmachtbasis in Lutterworth en in het nabijgelegen Rugby tijdens de late 1930s and 1940s. De motor voor het eerste Engelse straalvliegtuig, de Gloster E.28/39, werd in Lutterworth gemaakt. Een standbeeld van het vliegtuig staat als herinnering midden op een rotonde ten zuiden van het dorp.
In Lutterworth is het Britse hoofdkantoor te vinden van de Gideons.